# Lars Färgares gård

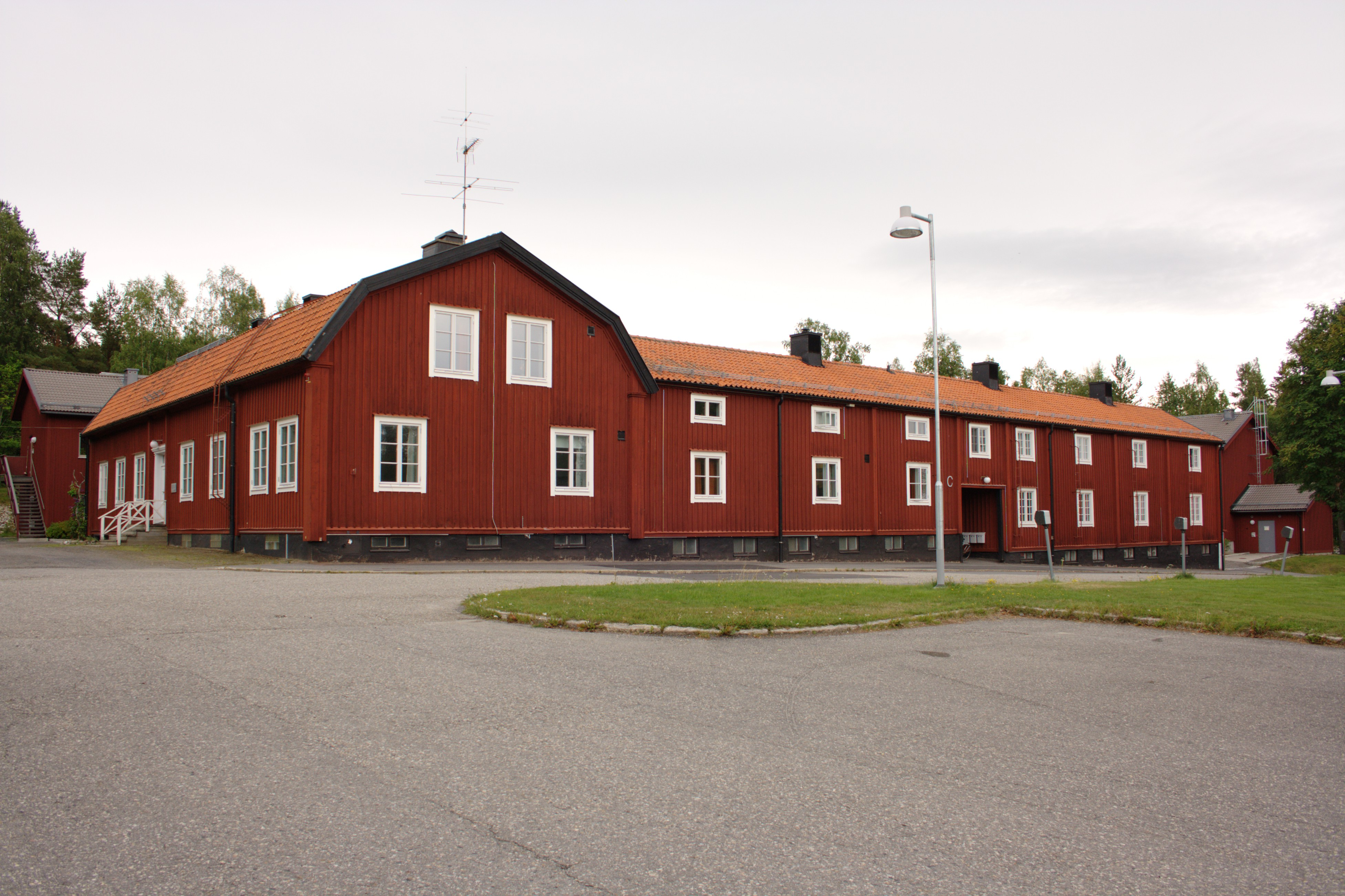
Lars Färgares gård i augusti 2013

Lars Färgares gård på Gammliaområdet i Umeå är en av få träbyggnader som undkom stadsbranden i Umeå 1888 – främst tack vare sitt läge strax väster om Renmarksbäcken i ett område som på sin tid kallades Trångsund.
Den kortare delen av byggnaden, som låg vid Storgatan och tros vara byggd i slutet av 1700-talet, användes som bostad och affär. Byggnadens längre del, placerad vinkelrätt mot ursprungshuset i backen ned mot Umeälven byggdes ut i omgångar under 1800-talet, och rymde lager, förråd och hade plats för hästar och fordon.
Byggnaden flyttades 1958 till Gammlia för att ge plats åt Umeå första höghus, det så kallade Thulehuset vid Tegsbrons norra brofäste. I samband med flytten genomfördes en namntävling, där gården – som i folkmun länge kallats Hermanssonska gården efter den möbelaffär som 1906 startats i lokalerna – fick sitt nya namn efter färgaren Lars Nilsson Strandberg, som ägde gården och hade sitt färgeri där i början av 1800-talet.
Efter flytten till Gammlia moderniserades gården invändigt och användes till att börja med vintertid för studentbostäder och sommartid som vandrarhem. Under en tid var det även grundskola i nedre våningarna samt skidmuseum i källaren. 
Numera ägs gården av Umeå universitet som hyr ut lägenheterna till i första hand gästforskare – en verksamhet som blivit så populär att universitetet 2007 byggde ut gården med ytterligare två huskroppar, så att där nu finns 38 lägenheter.